# ジョアン・ペレイラ (1977年生のサッカー選手)
ジョアン・ペレイラ（João Pereira、1977年7月10日 - ）は、アンゴラの元サッカー選手。元アンゴラ代表。ポジションはディフェンダー。

## 経歴
1998年にアンゴラ代表デビュー。2003年以降多くの試合に出場、2006 FIFAワールドカップ・アフリカ予選でも全10試合に出場、アンゴラ史上初となる2006 FIFAワールドカップ出場を決めた。2006 FIFAワールドカップでもグループステージ全3試合に出場した。2009年までに通算59試合に出場、1得点をあげた。

## 代表歴

### 出場大会
- アンゴラ代表
  - 2006 FIFAワールドカップ

### 試合数
- 国際Aマッチ 59試合 1得点（1998年-2009年）[1]

| アンゴラ代表 | 国際Aマッチ | 国際Aマッチ |
| 年           | 出場        | 得点        |
| ------------ | ----------- | ----------- |
| 1998         | 1           | 0           |
| 1999         | 0           | 0           |
| 2000         | 1           | 0           |
| 2001         | 0           | 0           |
| 2002         | 0           | 0           |
| 2003         | 4           | 0           |
| 2004         | 11          | 0           |
| 2005         | 10          | 0           |
| 2006         | 17          | 1           |
| 2007         | 8           | 0           |
| 2008         | 3           | 0           |
| 2009         | 4           | 0           |
| 通算         | 59          | 1           |